# Draugluin
Draugluin es un personaje ficticio que forma parte del legendarium creado por el escritor británico J. R. R. Tolkien y que aparece en su novela póstuma El Silmarillion. Es un licántropo de Tol-in-Gaurhoth, progenitor y señor de dicha raza en Beleriand. 
Habitado por un espíritu malvado mandado por Morgoth, salía de la fortaleza de Angband para atacar a los elfos. Vivía con su maestro Sauron en Tol Gaurhoth, en la atalaya que anteriormente pertenecía a Finrod Felagund. Durante las Guerras de Beleriand, Draugluin y la mayor parte de su raza vivieron en Tol-in-Gaurhoth o «isla de los licántropos». A las órdenes de Sauron, mandaba a sus licántropos una y otra vez contra las fuerzas de los elfos. Durante la búsqueda del Silmaril, después de que Beren y sus compañeros fueron capturados, Lúthien y Huan desafiaron a Draugluin y este entabló combate con el perro en el puente de Tol-in-Gaurhoth. Al final fue vencido por Huan y se alejó a rastras para ir a morir a los pies de Sauron. Tras la muerte de Draugluin y la liberación de Beren, Huan y este usaron la piel del licántropo para disfrazarse y entrar en Angband.
Draugluin fue semental de Carcharoth y muchos otros hombres lobo. Es probable que los huargos de la Tercera Edad del Sol fueran descendientes de él, como estos lobos podían hablar, sugiriendo con ello que tenían fëa (‘alma’) y hröa (‘cuerpo’). 
Una forma más temprano del nombre fue Drauglir. Mientras Draugluin se traduce como «lobo azul» en sindarin, una traducción más cercana pudiera ser «lobo pálido».
- Datos: Q4582973